# Leucothrix barbata
Leucothrix barbata är en tvåvingeart som beskrevs av Munro 1929. Leucothrix barbata ingår i släktet Leucothrix och familjen borrflugor.
Artens utbredningsområde är Namibia. Inga underarter finns listade i Catalogue of Life.